# Csukha körzet
Csukha (dzongkha: ཆུ་ཁ་རྫོང་ཁག་; nyugati átírással "Chukha" vagy "Chhukha") egyike Bhután 20 körzetének. A fővárosa Puncoling.

## Földrajz
Az ország déli részén található. Északra tőle Tibet.

## Városok
- Phuentsholing

## Gewog-ok
- Bhalujhora
- Bjacho
- Bongo
- Chapcha
- Dala
- Dungna
- Geling
- Getena
- Logchina
- Metakha
- Phuentsholing